# Samenwerkingsschool
Een samenwerkingsschool is in Nederland een school die het resultaat is van een samengaan van scholen van verschillende grondslagen, zoals een openbare school (overheidsschool) en een bijzondere school, zoals een katholieke school. Het gaat volgens artikel 17d Wet op het primair onderwijs en artikel 53d Wet op het voortgezet onderwijs om een institutionele fusie (samenvoeging) van deze twee scholen. In een samenwerkingsschool wordt zowel openbaar onderwijs als bijzonder onderwijs gegeven. Een reden voor de fusie tot samenwerkingsschool is bijvoorbeeld leerlingendaling op de zelfstandige openbare en de zelfstandige bijzondere school.
Artikel 23 van de Grondwet is de basis van het duale onderwijsbestel. In 2006 is de Grondwet gewijzigd om samenwerkingsscholen mogelijk te maken, maar daarbij is wel als uitgangspunt vastgelegd dat de samenwerkingsschool een uitzondering moet zijn. Daarna volgde een wetswijziging om de samenwerkingsschool wettelijk te verankeren. Hiermee zijn ook strenge regels vastgelegd waaraan voldaan moet worden om een samenwerkingsschool te vormen. Een samenwerkingsschool kan alleen tot stand komen door een fusie, niet door stichting en alleen wanneer de continuïteit van het onderwijsaanbod in het geding is. 
Artikel 17 van de Wet op het primair onderwijs en artikel 53c van de Wet op het voortgezet onderwijs voorzien in een regeling voor het samenwerkingsbestuur. Een samenwerkingsbestuur wordt gevormd, wanneer de instandhouding van een of meer openbare en een of meer bijzondere scholen wordt opgedragen of overgedragen aan een stichting die met dit doel wordt onderscheidenlijk is opgericht. Het statutaire doel van de stichting is in elk geval het geven van openbaar onderwijs en onderwijs van een of meer richtingen in afzonderlijke scholen voor openbaar onderscheidenlijk bijzonder onderwijs.
Een vergelijkbaar model bestaat in Vlaanderen in de vorm van pluralistisch onderwijs.